# Typpijärvi
Typpijärvi är en sjö i Finland. Den ligger i kommunen Siikais i landskapet Satakunta, i den sydvästra delen av landet, 250 km nordväst om huvudstaden Helsingfors. Typpijärvi ligger 47 meter över havet. I omgivningarna runt Typpijärvi växer i huvudsak blandskog. Arean är 2,4 hektar och strandlinjen är 0,77 kilometer lång. Sjön  ingår i Karvia å huvudavrinningsområde. 